# Odontopera blaisa
Odontopera blaisa là một loài bướm đêm trong họ Geometridae.